# Општина Агапија (Њамц)
Агапија (рум. Agapia) општина је у Румунији у округу Њамц.
Oпштина се налази на надморској висини од 431 m.